# Tephroseris lindstroemii
Tephroseris lindstroemii là một loài thực vật có hoa trong họ Cúc. Loài này được (Ostenf.) Á.Löve & D.Löve miêu tả khoa học đầu tiên.